# Triangolo Minore
Il Triangolo Minore (in latino Triangulum Minus) era una costellazione dell'emisfero boreale. Tra le meno originali, venne inventata nel 1687 da Johannes Hevelius. Era formata da tre stelle di V magnitudine catalogate per la prima volta da Hevelius stesso. Il Triangolo Minore era situato appena a sud del Triangolo celeste attuale, che Hevelius ribattezzò Triangulum Majus.
Il Triangolo Minore ricevette sorprendentemente un'ampia accettazione tra gli astronomi, compreso Johann Bode, che lo raffigurò nella sua Uranographia. Su alcune carte la coppia di costellazioni veniva congiuntamente denominata Triangula. Alla fine, tuttavia, il Triangolo Minore fu condannato all'oblio quando si arrivò a una razionalizzazione delle costellazioni. Le sue stelle furono trasferite nel Triangolo propriamente detto, dove oggi sono note come 6, 10 e 12 Trianguli.